# Xylotrechus reductemaculatus
Xylotrechus reductemaculatus là một loài bọ cánh cứng trong họ Cerambycidae.